# Цілком таємно (сезон 3)
Третій сезон американського науково-фантастичного телесеріалу «Цілком таємно», до якого увійшло 24 серії, стартував 22 вересня 1995 року й тривав до 17 травня 1996. Трансляцію здійснював телеканал Fox. Серіал продовжив оповідати історію спеціальних агентів Федерального бюро розслідувань (ФБР) — Фокса Малдера (Девід Духовни) та Дейни Скаллі (Джилліан Андерсон). Головні герої розслідують випадки паранормальних і загадкових явищ, знані як справи з грифом «X».
Сезон закінчив низку сценарних ліній, які розпочалися ще в другому сезоні, та ввів декілька нових сюжетних елементів. Основна оповідь зосереджується навколо змови, яка спрямована на приховання придбаного Малдером відео з розтином прибульця, пошуками Скаллі вбивці своєї сестри й таємниці, що оточує Містера X (Стівен Вільямс). До сюжету 3 сезону вперше потрапили такі персонажі, як Перший старійшина (Дон С. Вільямс) та чорний інопланетний вірус. Окрім того, у цьому сезоні представлений широкий спектр «монстрів тижня»: епізодів, що містять самостійні історії та не впливають на загальну міфологію серіалу.
Сезон перевершив рейтинги попередніх двох. Прем'єрний епізод «Благословенний шлях» дебютував з рейтингом Нільсена в 19,94 мільйонів глядачів, що удвічі перевершило прем'єру попереднього сезону. Упродовж показів рейтинги послідовно перевищували 15 мільйонів глядачів, що зробило його одним із найпопулярніших серіалів на телебаченні США сезону 1995—1996 років. Сезон отримав здебільшого позитивні відгуки від телевізійних критиків, виграв п'ять нагород «Еммі». Багато епізодів, написаних сценаристом Дарином Морганом, зокрема «Останній відпочинок Клайда Бракмана» та «„Із відкритого космосу“ Джо Чанґа», отримали визнання критиків як одні з найкращих у серіалі. Морган залишив серіал після завершення 3 сезону через нездатність йти в ногу з динамічним характером шоу. Він повернувся лише в десятому та одинадцятому сезонах.

## Сюжет
Агента ФБР Фокса Малдера знаходять напівживого в пустелі після того, як Курець віддав наказ військовим спалити вагон з доказами наукових експериментів, не знаючи, що Малдер перебуває всередині. Індіанець з племені навахо, Альберт Гостін, повертає Фокса Малдера до життя. Тим часом Скаллі розслідує можливу причетність програми зі знищення віспи до генетичних експериментів над людьми. Вона виявила, що нацистський вчений, який втік до США після Другої світової війни, у процесі операції «Скріпка» проводив експерименти з метою створення гібриду людини та інопланетянина. Внаслідок цього на Скаллі здійснюють замах і випадково вбивають її сестру Мелісу, яку переплутали з самою Дейною.
Досліджуючи докази розтину прибульця, Малдер виходить на слід засекречених урядових залізничних перевезень гібриду людини та інопланетянина. Фоксу вдається потрапити в один із таких вагонів, де він ледь не гине від рук охоронців Синдикату. Однак, його врятує інформатор Містер Ікс. Скаллі, тим часом, виходить на групу жінок, які також пережили викрадення схожі на її, та зустрічає ще одного члена Синдикату, відомого як Перший старійшина, який стверджує, що під час її викрадення вона була розміщена в схожому вагоні та стала жертвою експериментів японських вчених.
Екіпаж французького рятувального судна, який намагається підняти підводний човен епохи Другої світової війни з морського дна, стає жертвою радіаційного випромінювання. Єдиним винятком стає водолаз, який заразився паразитом, що був виявлений на підводному човні. Даний позаземний вірус, контролюючи тіла жертв, врешті захопив тіло Алекса Крайчека, на пошуки якого вирушив Фокс Малдер, та взяв під свій арешт. У підсумку зараженого Крайчека помістили в ракетну шахту, яка використовувалася для приховування НЛО, і паразит покинув його тіло. Тим часом Скаллі вдається відстежити Луїса Кардинала, людину, яка відповідальна за вбивство її сестри.

## У ролях

### Головні ролі
- Девід Духовни — Фокс Малдер, спеціальний агент ФБР, що працює в спеціальному відділі з грифом «X». Отримує касету із цілком таємними документами Міністерства оборони США і намагається їх розшифрувати, щоб не тільки довести свої переконання, але і дізнатися правду про свого батька. Спроби розшифрувати документи приводять його в індіанську резервацію в Нью-Мексико.
- Джилліан Андерсон — Дейна Скаллі, спеціальний агент ФБР, лікар і вчена, яка працює в спеціальному відділі з грифом «X». Стає жертвою викрадення, цілі та особи причетні до якого залишаються невідомими. Намагається допомогти Малдеру розкрити правду, попри те, що не підтримує його переконання.

### Другорядні ролі
- Мітч Піледжі — Волтер Скіннер
- Вільям Брюс Девіс — Курець
- Том Брейдвуд — Мелвін Фрогікі
- Брюс Гарвуд[en] — Джон Фітцджеральд Байєрс
- Дін Гаґлунд[en] — Річард Ленглі
- Ніколас Ліа — Алекс Крайчек
- Брендан Байзер[en] — Пендрелл
- Ленно Брітос — Луїс Кардинал
- Дон С. Вільямс — Перший старійшина
- Стівен Вільямс — Ікс
- Шейла Ларкен[en] — Маргарет Скаллі
- Джон Невілл[en] — Людина з гарним манікюром
- Ребекка Тулан[en] — Тіна Малдер
- Пітер Донат[en] — Вільям Малдер
- Джеррі Гардін[en] — Бездонна горлянка
- Мелінда Макґроу[en] — Меліса Скаллі
- Стівен МакГетті[en] — Рудий чоловік
- Моріс Панич — Сивий чоловік
- Флойд Вестерман — Альберт Гостін
- Рой Тінніс[en] — Джеремая Сміт
- Браян Томпсон — Інопланетний мисливець за головами
- Роберт Візден[en] — Роберт Патрік Моделл

## Епізоди
Епізоди позначені подвійним хрестиком () належать до міфології серіалу.
| № п/п | № в сезоні | Назва                                                                 | Режисер         | Сценарист                                 | Оригінальний показ | Код  | Рейтинг |
| --- | ---------- | --------------------------------------------------------------------- | --------------- | ----------------------------------------- | ------------------ | ---- | ------- |
| 50 | 1          | «The Blessing Way » · «Благословенний шлях»                           | Р. В. Гудвін    | Кріс Картер                               | 22 вересня 1995    | 3X01 | 19,94   |
| Ледь живого Малдера знаходять індіанці та намагаються врятувати. Тим часом Скаллі виявляє мікрочип, імплантований в її тіло. |            |                                                                       |                 |                                           |                    |      |         |
| 51 | 2          | «Paper Clip » · «Скріпка»                                             | Роб Бовман      | Кріс Картер                               | 29 вересня 1995    | 3X02 | 17,20   |
| Спеціальні агенти Малдер та Скаллі дізнаються з секретних документів, що вчені з нацистської Німеччини працювали над расою гібридів людини та прибульця в рамках операції «Скріпка». |            |                                                                       |                 |                                           |                    |      |         |
| 52 | 3          | «D.P.O.» «Д.П.О.»                                                     | Кім Меннерс     | Говард Гордон                             | 6 жовтня 1995      | 3X03 | 15,57   |
| Спеціальні агенти Малдер та Скаллі розслідують серію смертей в Оклахомі, пов'язаних із блискавками, і як пізніше з'ясується, спричинених хлопцем, який сам пережив блискавку. |            |                                                                       |                 |                                           |                    |      |         |
| 53 | 4          | «Clyde Bruckman's Final Repose» «Останній відпочинок Клайда Бракмана» | Девід Наттер    | Дарін Морган                              | 13 жовтня 1995     | 3X04 | 15,38   |
| Спеціальні агенти Малдер та Скаллі розслідують серію вбивств екстрасенсів і ворожок. Їм допомагає Клайд Бракман, загадкова і закрита особа, яка має здатність передбачати, як люди будуть помирати. |            |                                                                       |                 |                                           |                    |      |         |
| 54 | 5          | «The List» «Список»                                                   | Кріс Картер     | Кріс Картер                               | 20 жовтня 1995     | 3X05 | 16,72   |
| Спеціальні агенти Малдер та Скаллі розслідують серію вбивств, яка сталась після того, як в'язень перед стратою заявив, що здійснить реінкарнацію та помститься всім, хто з ним погано поводився. |            |                                                                       |                 |                                           |                    |      |         |
| 55 | 6          | «2Shy» «Надто сором'язливий»                                          | Девід Наттер    | Джефф Вламінг                             | 3 листопада 1995   | 3X06 | 14,83   |
| Спеціальні агенти Малдер та Скаллі намагаються знайти вбивцю самотніх жінок з надмірною вагою. Агенти з'ясують, що вбивця знаходив своїх жертв через інтернет-чати та вбивав їх, щоб з'їсти жир. |            |                                                                       |                 |                                           |                    |      |         |
| 56 | 7          | «The Walk» «Прогулянка»                                               | Роб Боуман      | Джон Шібан                                | 10 листопада 1995  | 3X07 | 15,91   |
| Малдера зацікавила невдала спроба самогубства пацієнта лікарні армії США, який стверджував, що «фантомний солдат» не дає йому померти. Генерал, який керує лікарнею, спочатку проти розслідування, яке проводять агенти, але він змінює свою думку після смерті своєї помічниці. Згодом вбивають також сина та дружину генерала.                                                                   |            |                                                                       |                 |                                           |                    |      |         |
| 57 | 8          | «Oubliette» «Темниця»                                                 | Кім Меннерс     | Чарльз Грант Крейг                        | 17 листопада 1995  | 3X08 | 15,90   |
| Дівчину на ім'я Еммі Якобс викрав та тримає у підвалі психічно нездоровий помічник фотографа. Малдер виявляє екстрасенсорний зв'язок між недавно викраденою Еммі та Люсі, яку викрала та сама людина багато років тому. Він хоче використати цей зв'язок, щоб знайти Еммі. |            |                                                                       |                 |                                           |                    |      |         |
| 58 | 9          | «Nisei » · «Нісей»                                                    | Девід Наттер    | Кріс Картер, Говард Гордон, Френк Спотніц | 24 листопада 1995  | 3X09 | 16,36   |
| Малдер отримує відеозапис розтину інопланетянина. Малдер хоче дізнатися більше про цей відеозапис, і з'ясовує, що до цього причетні японські вчені, яких привозять у США після Другої світової війни. Врешті він знаходить секретний вагон, в якому робили розтин. |            |                                                                       |                 |                                           |                    |      |         |
| 59 | 10         | «731 » · «731»                                                        | Роб Бовман      | Френк Спотніц                             | 1 грудня 1995      | 3X10 | 17,68   |
| Малдер пробирається у вагон, в якому перевозять гібрида людини та інопланетянина, а тим часом Скаллі намагається з'ясувати правду про її викрадення. |            |                                                                       |                 |                                           |                    |      |         |
| 60 | 11         | «Revelations» «Одкровення»                                            | Девід Наттер    | Кім Ньютон                                | 15 грудня 1995     | 3X11 | 15,25   |
| Малдер та Скаллі беруться за справу про вбивства людей, які видають себе за стигматів. Коли хлопчик виявляється справжнім стигматом, агенти беруть його під охорону, підозрюючи, що він буде останньою жертвою. |            |                                                                       |                 |                                           |                    |      |         |
| 61 | 12         | «War of the Coprophages» «Війна копрофагів»                           | Кім Меннерс     | Дарін Морган                              | 5 січня 1996       | 3X12 | 16,32   |
| Малдер розслідує серію смертей у маленькому містечку. Одразу після смерті тіла померлих були вкриті тарганами. Скаллі залишається вдома, і їй вдається знайти наукове пояснення кожної смерті, яке вона повідомляє Малдеру телефоном. Але Малдер підозрює, що до всього цього причетні таргани. Згодом він з'ясовує, що таргани зроблені з заліза і починає підозрювати їхнє позаземне походження. |            |                                                                       |                 |                                           |                    |      |         |
| 62 | 13         | «Syzygy» «Сизигія»                                                    | Роб Боуман      | Кріс Картер                               | 26 січня 1996      | 3X13 | 16,04   |
| Спеціальні агенти Малдер та Скаллі розслідують смерті учнів старшої школи в маленькому містечку, де всі поводяться дивно. Вони з'ясовують, що в цьому винні двоє дівчат-підлітків, які народились в один день під час параду планет, і через це мають надприродні можливості. |            |                                                                       |                 |                                           |                    |      |         |
| 63 | 14         | «Grotesque» «Гротеск»                                                 | Кім Меннерс     | Говард Гордон                             | 2 лютого 1996      | 3X14 | 18,32   |
| Вбивцю впіймано, але вбивства все одно продовжуються. Він стверджує, що всі вбивства скоїв дух ґарґуйля. Коли Малдер починає розслідувати вбивства, його настільки поглинає бажання розкрити ці злочини, що Скаллі навіть починає хвилюватись за його психічне здоров'я. |            |                                                                       |                 |                                           |                    |      |         |
| 64 | 15         | «Piper Maru » · «Пайпер Мару»                                         | Роб Боуман      | Френк Спотніц, Кріс Картер                | 9 лютого 1996      | 3X15 | 16,44   |
| Французькі дослідники спускають водолаза до уламків літака Другої світової війни. Але згодом весь екіпаж, крім водолаза, зазнає радіаційного ураження. Малдер та Скаллі починають з'ясовувати, що стало джерелом радіації. |            |                                                                       |                 |                                           |                    |      |         |
| 65 | 16         | «Apocrypha » · «Апокриф»                                              | Кім Меннерс     | Френк Спотніц, Кріс Картер                | 16 лютого 1996     | 3X16 | 16,71   |
| Малдер повертається з Гонконгу разом з Крайчеком, а Скаллі намагається знайти людину, яка вбила її сестру. |            |                                                                       |                 |                                           |                    |      |         |
| 66 | 17         | «Pusher» «Штовхач»                                                    | Роб Боуман      | Вінс Гілліган                             | 23 лютого 1996     | 3X17 | 16,20   |
| Малдер та Скаллі намагаються впіймати чоловіка на прізвисько «Штовхач», який має надзвичайні здібності до гіпнозу — він може змушувати людей робити що завгодно, навіть скоїти самогубство. |            |                                                                       |                 |                                           |                    |      |         |
| 67 | 18         | «Teso Dos Bichos» «Місце, де живуть духи»                             | Кім Меннерс     | Джон Шібан                                | 8 березня 1996     | 3X18 | 17,38   |
| Спеціальні агенти Малдер та Скаллі розслідують серію смертей у Бостоні, які відбуваються одразу після перевезення в місцевий музей артефакту з Південної Америки. Скаллі спочатку думає, що ці смерті є наслідком політичного тероризму, але Малдер думає, що в цьому винне прокляття. |            |                                                                       |                 |                                           |                    |      |         |
| 68 | 19         | «Hell Money» «Пекельні гроші»                                         | Такер Гейтс     | Джефф Вламінг                             | 29 березня 1996    | 3X19 | 14,86   |
| Спеціальні агенти Малдер та Скаллі розслідують вбивство в Чайна-тауні в Сан-Франциско, пов'язане з людьми в масках, дивними китайськими ієрогліфами, лотереєю та чорним ринком людських органів. |            |                                                                       |                 |                                           |                    |      |         |
| 69 | 20         | «Jose Chung's From Outer Space» ««Із відкритого космосу» Джо Чанґа»   | Роб Бовман      | Дарін Морган                              | 12 квітня 1996     | 3X20 | 16,08   |
| Скаллі розповідає письменнику Джо Чанґу, який пише нову книгу «Із відкритого космосу», про її з Малдером розслідування — викрадення інопланетянами двох підлітків. Кожен очевидець розповідає власну версію одних і тих самих подій, яка відрізняється від версії інших. |            |                                                                       |                 |                                           |                    |      |         |
| 70 | 21         | «Avatar» «Втілення»                                                   | Джеймс Чарлстон | Девід Духовни, Говард Гордон              | 26 квітня 1996     | 3X21 | 14,62   |
| Заступника директора Скіннера звинувачують у вбивстві повії. Сам він нічого не пам'ятає та не розуміє, як сталося вбивство. Агенти Малдер і Скаллі починають з'ясовувати, що трапилось насправді. |            |                                                                       |                 |                                           |                    |      |         |
| 71 | 22         | «Quagmire» «Трясовина»                                                | Кім Меннерс     | Кім Ньютон                                | 3 травня 1996      | 3X22 | 16,00   |
| Агенти Малдер та Скаллі розслідують серію смертей на озері в Джорджії. Малдер вважає, що причиною є монстр, який живе в озері і якого місцеві жителі називають «Великий синій монстр». |            |                                                                       |                 |                                           |                    |      |         |
| 72 | 23         | «Wetwired» «Сиро змонтовано»                                          | Роб Боуман      | Мет Бек                                   | 10 травня 1996     | 3X23 | 14,48   |
| Спеціальні агенти Малдер та Скаллі розслідують серію вбивств, скоєних людьми, в яких були галюцинації. Довіра Скаллі до Малдера пройде складне випробування. |            |                                                                       |                 |                                           |                    |      |         |
| 73 | 24         | «Talitha Cumi » · «Дівчино, підведись»                                | Р. В. Гудвін    | Девід Духовни, Кріс Картер                | 17 травня 1996     | 3X24 | 17,86   |
| Малдер та Скаллі шукають людину, яка має здатність зцілювати людей, щоб розпитати її про родину Малдера та про Синдикат. |            |                                                                       |                 |                                           |                    |      |         |

## Виробництво

### Режисура
Прем'єрний епізод сезону — «Благословенний шлях» є частиною трисерійного сюжету, який був початий в епізоді «Анасазі» і продовжився в епізоді «Скріпка». Зрежисував «Анасазі» Р. В. Гудвін, який пізніше очолив фінал сезону «Дівчино, підведись». Попри це, режисером «Скріпки» виступив Роб Боуман. Боуман загалом зрежисував вісім епізодів в сезоні, випередивши Кіма Меннерса, який зняв сім. Творець серіалу Кріс Картер продовжив виконувати роль виконавчого продюсера та шоуранера, а також написав сценарій до восьми епізодів, зрежисувавши один.

### Сценарій

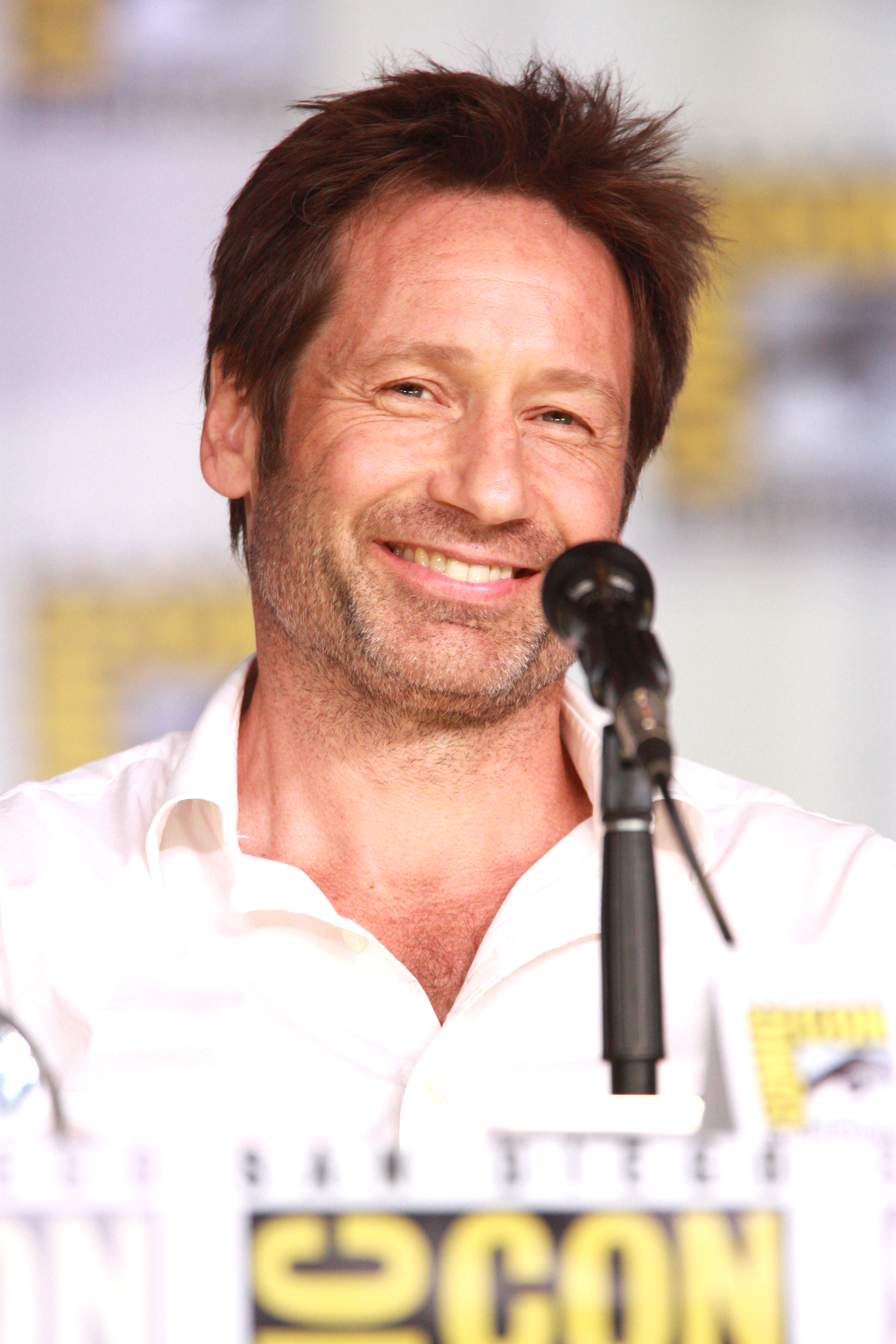
Як і для другого сезону, Девід Духовни написав два сценарії для третього сезону, включаючи фінальний епізод.

Дарін Морган брав невелику участь у другому сезоні, і особисто запропонував зробити більший внесок у третій. Він вперше з'явився в епізоді «Господар», у ролі актора, і лише пізніше разом з братом Гленом Морганом написав сценарій до епізоду «Кров». Проте вперше як самостійний сценарист Морган виступив у другому сезоні в епізоді «Обман», який отримав схвальні відгуки від знімальної групи. Девід Духовни висловлював задоволення роботою з Морганом, зазначивши, «що любив в його сценаріях те, що він, здавалося, намагається знищити серіал». Морган написав загалом три епізоди для третього сезону, але потім покинув серіал. Він також висловив негативну думку щодо своїх робіт, попри позитивний прийом у критиків. Дарін Морган сприяв написанню сценарію до епізоду «Трясовина».
Після написання одного епізоду для попереднього сезону, Вінс Гілліган повернувся для написання чергового сольного епізоду протягом третього сезону, де тепер значився як творчий консультант. Член акторського складу Девід Духовни співпрацював з Говардом Гордоном і Крісом Картером для написання сценарію до двох епізодів.
До роботи над третім сезоном приєдналися нові сценаристи: колишній редактор Джефф Вламінг, який написав два епізоди; продюсер Чарльз Грант Крейг, який написав один епізод; Кім Ньютон, який написав два епізоди; і сценарист Джон Шібан, який написав два епізоди. Всі сценаристи, які приєдналися до роботи над третім сезоном, за винятком Шібана, більше не поверталися до роботи над серіалом після цього сезону. Продюсер візуальних ефектів Мет Бек також написав сценарій до одного епізоду.

### Теми
Епізоди «Нісей» та «731», показують темну сторону серіалу, досліджуючи громадську недовіру до уряду. Інші епізоди, присвячені міфології серіалу — «Дівчино, підведись», «Пайпер Мару» та «Апокриф» вивчають аналогічні поняття, демонструючи сюжетну лінію тіньового уряду. Епізоди «Надто сором'язливий» і «Штовхач» зосереджені на садистах, які доводять, що людські істоти здатні на досить неморальні вчинки. Інший епізод із серійним вбивцею — «Гротеск» показує, що зло може змінюватися і впливати на людей. «Темниця» пропонує сентиментальний та емоційний сюжет, що ґрунтується на викраденні молодої дівчини. Епізод має паралелі з реальним викраденням Поллі Клаас, 12-річної дівчинки викраденої із власної спальні у 1993 році в Каліфорнії, а також розкриває тему Стокгольмського синдрому.
Інопланетяни та серійні вбивці не єдині антагоністи в сезоні, кілька епізодів обертаються навколо традиційних монстрів, приймаючи форму фільмів жахів. До цих епізодів належать «Війна копрофагів» і «Трясовина», які оповідають про вбивчих тарганів та «озерного монстра». Кілька епізодів мають сатиричні елементи, зокрема «Д. П. О.», «Сизигія» та «Війна копрофагів», останні два демонструють, як громадськість може створити паніку в разі потреби. Епізоди «Останній відпочинок Клайда Бракмана» та «„Із відкритого космосу“ Джо Чанґа» висміюють провідну тему серіалу.

## Прийом

### Рейтинги
Третій сезон «Цілком таємно» дебютував епізодом «Благословенний шлях» 22 вересня 1995 року. Згідно з рейтингом Нільсена близько 12,3 % всіх телевізійних технічних засобів домогосподарств і 22 % сімей, що дивилися телевізор, переглядали цей епізод. Таким чином, його переглянули 19,94 млн глядачів. На той час «Благословенний шлях» мав найвищий рейтинг серед усіх епізодів «Цілком таємно», попередній рекорд належав епізодові другого сезону — «Свіжі кості». У міру продовження сезону, рейтинги дещо впали, проте згодом стабілізувалися. Після прем'єри сезону найбільш рейтинговим став фінальний епізод «Дівчино, підведись», який переглянули 17,86 млн глядачів. Сезон досяг свого мінімуму на передостанньому епізоді «Сиро змонтовано», який переглянули лише 14,48 млн глядачів.
Сезон посів 55 місце за підсумками телевізійного сезону 1995—1996 років, кожен епізод привернув увагу в середньому 15,40 млн глядачів, збільшившись майже на сім відсотків у порівнянні з другим сезоном, який проглянули 14,50 млн глядачів. Серед програмної сітки Fox, третій сезон «Цілком таємно» посів провідне місце в демографічній групі 18-49 років. Це був останній сезон серіалу, який виходив пізно ввечері в п'ятницю, з четвертого сезону «Цілком таємно» вирішили перенести на неділю.

### Відгуки

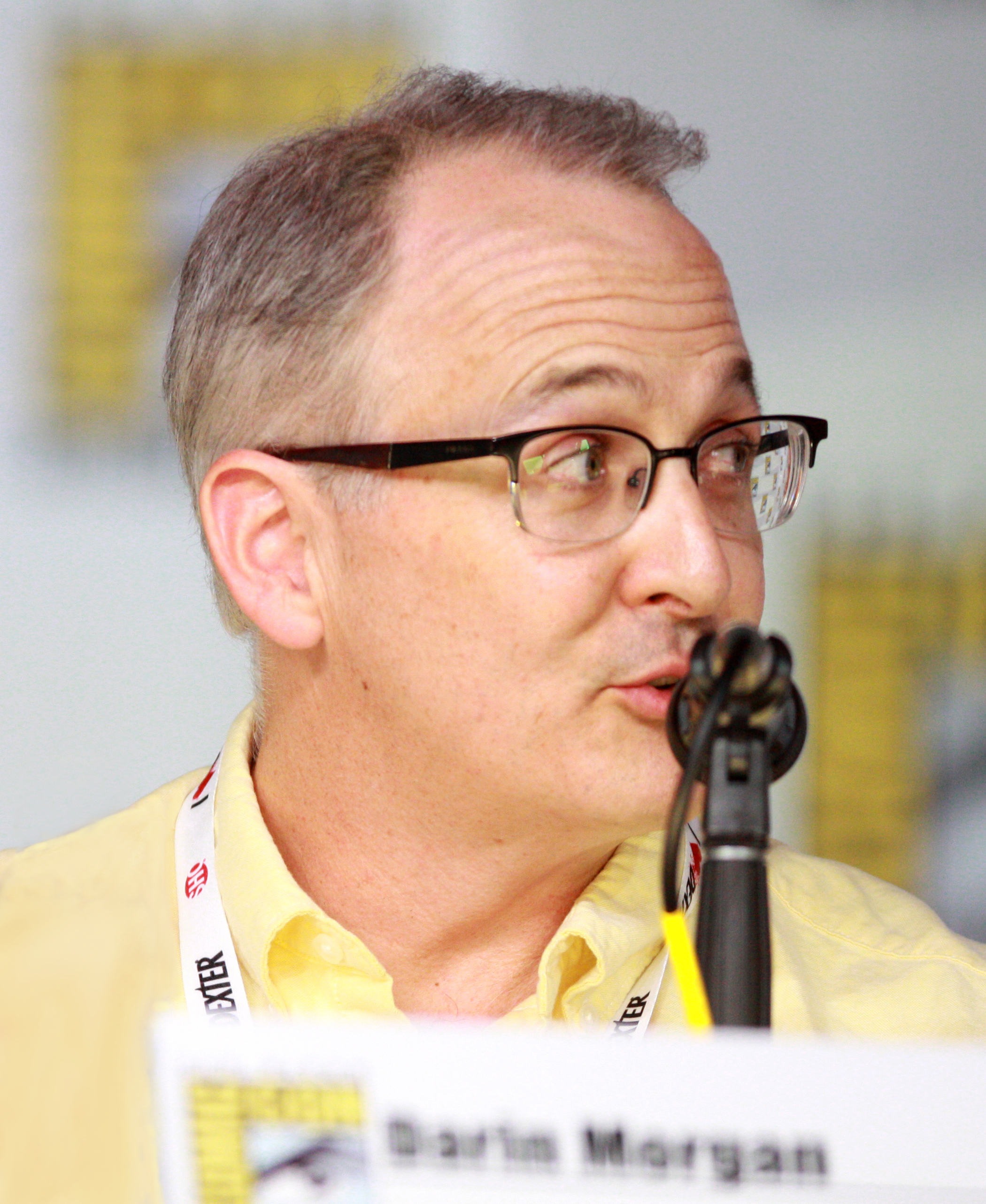
Епізоди, написані Даріном Морганом, названі одними з найкращих в сезоні.

Тод ВанДерВерфф з The A.V. Club назвав третій сезон «найкращим сезоном і, можливо, одним із найкращих телевізійних сезонів усіх часів», зазначивши, що він був послідовний «з розмахом між міфологією та самостійними епізодами». Зак Гендлен, колега ВанДерВерффа, зазначив, що третій сезон став «одним із найсильніших, і постійно зберігав високу напругу основного сюжету». Він також заявив, що епізоди Даріна Моргана — «Останній відпочинок Клайда Бракмана» та «„Із відкритого космосу“ Джо Чанґа» були «найкращими двома годинами». Епізоди Даріна Моргана найбільше згадуються у більшості рецензій, тому не стала винятком і «Війна копрофагів», яка отримала позитивні відгуки від Entertainment Weekly. Інший епізод, «Трясовина», до якої також причетний Морган, знову отримав позитивні відгуки, критиками було виділено 10-хвилинний діалог у кінці серії за участі Малдера та Скаллі, який отримав позитивні відгуки.
Епізод Вінса Гіллігана «Штовхач» також був відзначений як один із найкращих епізодів в серіалі, IGN та Den of Geek, а також Том Кессеніч, в його книзі «Експертиза: Несанкційований погляд на 6-9 сезони „Цілком таємно“», назвали епізод третім найкращим епізодом «Цілком таємно», а також «найкращим епізодом з монстром тижня в історії серіалу». Девід Духовни назвав «Темницю» своїм улюбленим епізодом сезону, який також отримав переважно позитивні відгуки. Ерл Кріссі з DVD Talk оцінив сезон на чотири з половиною бали із п'яти, зазначивши, що «збільшення бюджету серіалу підвищило вартість його виробництва та якість запрошених акторів, порівняно з попередніми сезонами».

### Нагороди та номінації
Третій сезон «Цілком таємно» отримав 19 номінацій на різноманітні нагороди, з яких 9 перемог. У 1995 році Девід Духовни та Джилліан Андерсон були вперше номіновані на «Золотий глобус» за свої ролі. У 1996 році третій сезон отримав вісім номінацій «Прайм-тайм премії „Еммі“», з яких другу поспіль номінацію за «Найкращий драматичний серіал», а Джилліан Андерсон отримала свою першу номінацію «Найкращої акторки драматичного серіалу». Загалом на церемонії нагородження «Прайм-тайм премії „Еммі“» серіал здобув п'ять перемог.
| Рік  | Нагорода                                 | Категорія                                                | Номінація                                                    | Результат |
| ---- | ---------------------------------------- | -------------------------------------------------------- | ------------------------------------------------------------ | --------- |
| 1996 | «Премія Гільдії режисерів Америки»       | Найкращий режисер драматичного серіалу                   | Кріс Картер за епізод «Список»                               | Номінація |
| 1996 | «Золотий глобус»                         | Найкраща чоловіча роль серіалу (драма)                   | Девід Духовни за роль Фокса Малдера                          | Номінація |
| 1996 | «Золотий глобус»                         | Найкраща жіноча роль серіалу (драма)                     | Джилліан Андерсон за роль Дейни Скаллі                       | Номінація |
| 1996 | «Прайм-тайм премія „Еммі“»               | Найкращий запрошений актор драматичного серіалу          | Пітер Бойл за епізод «Останній відпочинок Клайда Бракмана»   | Перемога  |
| 1996 | «Прайм-тайм премія „Еммі“»               | Найкращий сценарій драматичного серіалу                  | Дарін Морган за епізод «Останній відпочинок Клайда Бракмана» | Перемога  |
| 1996 | «Прайм-тайм премія „Еммі“»               | Найкраща акторка драматичного серіалу                    | Джилліан Андерсон за роль Дейни Скаллі                       | Номінація |
| 1996 | «Прайм-тайм премія „Еммі“»               | Найкращий драматичний серіал                             | «Цілком таємно»                                              | Номінація |
| 1996 | «Прайм-тайм премія „Еммі“»               | Найкраща робота художника-постановника в серіалі         | «„Із відкритого космосу“ Джо Чанґа»                          | Номінація |
| 1996 | «Прайм-тайм премія „Еммі“»               | Найкраща робота оператора в серіалі (однокамерна зйомка) | Джон С. Бартлі за епізод «Гротеск»                           | Перемога  |
| 1996 | «Прайм-тайм премія „Еммі“»               | Найкраща робота зі звуком                                | «Нісей»                                                      | Перемога  |
| 1996 | «Прайм-тайм премія „Еммі“»               | Найкраще зведення звуку                                  | «Нісей»                                                      | Перемога  |
| 1996 | «Премія Асоціації телевізійних критиків» | Видатні досягнення в драмі                               | «Цілком таємно»                                              | Номінація |
| 1996 | «Премія БАФТА у телебаченні»             | Приз глядацьких симпатій                                 | «Цілком таємно»                                              | Перемога  |
| 1996 | «Премія Гільдії кіноакторів»             | Найкраща чоловіча роль у драматичному серіалі            | Девід Духовни за роль Фокса Малдера                          | Номінація |
| 1996 | «Премія Гільдії кіноакторів»             | Найкраща жіноча роль у драматичному серіалі              | Джилліан Андерсон за роль Дейни Скаллі                       | Перемога  |
| 1997 | «Премія Гільдії сценаристів Америки»     | Найкращий сценарій драматичного серіалу                  | Дарін Морган за епізод «Останній відпочинок Клайда Бракмана» | Номінація |
| 1997 | «Супутник»                               | Найкращий актор драматичного серіалу                     | Девід Духовни за роль Фокса Малдера                          | Перемога  |
| 1997 | «Супутник»                               | Найкраща акторка драматичного серіалу                    | Джилліан Андерсон за роль Дейни Скаллі                       | Номінація |
| 1997 | «Супутник»                               | Найкращий драматичний серіал                             | «Цілком таємно»                                              | Перемога  |

## Реліз на DVD
| The X-Files — The Complete Third Season                                                                                            | | | | | | | |
| Деталі | Деталі | Деталі | Деталі | Особливості | Особливості | Особливості | Особливості |
| - 24 епізоди - 7 дисків - 1.33:1 співвідношення сторін - Субтитри: англійська, іспанська - Англійська (Dolby Digital 2.0 Surround) | - 24 епізоди - 7 дисків - 1.33:1 співвідношення сторін - Субтитри: англійська, іспанська - Англійська (Dolby Digital 2.0 Surround) | - 24 епізоди - 7 дисків - 1.33:1 співвідношення сторін - Субтитри: англійська, іспанська - Англійська (Dolby Digital 2.0 Surround) | - 24 епізоди - 7 дисків - 1.33:1 співвідношення сторін - Субтитри: англійська, іспанська - Англійська (Dolby Digital 2.0 Surround) | - Документальний фільм «Правда про третій сезон» - Кріс Картер розповідає про 12 епізодів: «Благословенний шлях», «Скріпка», «Останній відпочинок Клайда Бракмана», «Нісей», «731», «Війна копрофагів», «Пайпер Мару», «Апокриф», «Штовхач», «„Із відкритого космосу“ Джо Чанґа», «Сиро змонтовано» та «Дівчино, підведись» - Аудіо-коментарі про «Апокриф» від Кіма Меннерса та Кріса Картера, а також про «„Із відкритого космосу“ Джо Чанґа» від Роба Бовмана та Даріна Моргана - Вибрані кліпи спецефектів з коментарями Мета Бека - Видалені сцени з додатковими коментарями від Кріса Картера - 17 сцен «Поза правдою» з F/X - Телевізійне промо до кожного епізоду - DVD-ROM гра: «Нечестиві альянси» | - Документальний фільм «Правда про третій сезон» - Кріс Картер розповідає про 12 епізодів: «Благословенний шлях», «Скріпка», «Останній відпочинок Клайда Бракмана», «Нісей», «731», «Війна копрофагів», «Пайпер Мару», «Апокриф», «Штовхач», «„Із відкритого космосу“ Джо Чанґа», «Сиро змонтовано» та «Дівчино, підведись» - Аудіо-коментарі про «Апокриф» від Кіма Меннерса та Кріса Картера, а також про «„Із відкритого космосу“ Джо Чанґа» від Роба Бовмана та Даріна Моргана - Вибрані кліпи спецефектів з коментарями Мета Бека - Видалені сцени з додатковими коментарями від Кріса Картера - 17 сцен «Поза правдою» з F/X - Телевізійне промо до кожного епізоду - DVD-ROM гра: «Нечестиві альянси» | - Документальний фільм «Правда про третій сезон» - Кріс Картер розповідає про 12 епізодів: «Благословенний шлях», «Скріпка», «Останній відпочинок Клайда Бракмана», «Нісей», «731», «Війна копрофагів», «Пайпер Мару», «Апокриф», «Штовхач», «„Із відкритого космосу“ Джо Чанґа», «Сиро змонтовано» та «Дівчино, підведись» - Аудіо-коментарі про «Апокриф» від Кіма Меннерса та Кріса Картера, а також про «„Із відкритого космосу“ Джо Чанґа» від Роба Бовмана та Даріна Моргана - Вибрані кліпи спецефектів з коментарями Мета Бека - Видалені сцени з додатковими коментарями від Кріса Картера - 17 сцен «Поза правдою» з F/X - Телевізійне промо до кожного епізоду - DVD-ROM гра: «Нечестиві альянси» | - Документальний фільм «Правда про третій сезон» - Кріс Картер розповідає про 12 епізодів: «Благословенний шлях», «Скріпка», «Останній відпочинок Клайда Бракмана», «Нісей», «731», «Війна копрофагів», «Пайпер Мару», «Апокриф», «Штовхач», «„Із відкритого космосу“ Джо Чанґа», «Сиро змонтовано» та «Дівчино, підведись» - Аудіо-коментарі про «Апокриф» від Кіма Меннерса та Кріса Картера, а також про «„Із відкритого космосу“ Джо Чанґа» від Роба Бовмана та Даріна Моргана - Вибрані кліпи спецефектів з коментарями Мета Бека - Видалені сцени з додатковими коментарями від Кріса Картера - 17 сцен «Поза правдою» з F/X - Телевізійне промо до кожного епізоду - DVD-ROM гра: «Нечестиві альянси» |
| Дати виходу | | | | | | | |
| Регіон 1 | Регіон 1 | Регіон 2 | Регіон 2 | Регіон 3 | Регіон 3 | | |
| 8 травня 2001 | 8 травня 2001 | 26 листопада 2001 | 26 листопада 2001 | 12 листопада 2001 | 12 листопада 2001 | | |